# Homalopsis
Genre
Homalopsis est un genre de serpents de la famille des Homalopsidae.

## Répartition
Les espèces de ce genre se rencontrent en Asie du Sud-Est et dans l'est de l'Asie du Sud :

## Liste des espèces
Selon The Reptile Database (24 avr. 2012) :
- Homalopsis buccata (Linnaeus, 1758)
- Homalopsis hardwickii Gray, 1842
- Homalopsis mereljcoxi Murphy, Voris, Murthy, Traub & Cumberbatch, 2012
- Homalopsis nigroventralis Deuve, 1970
- Homalopsis semizonata Blyth, 1855

## Publication originale
- Kuhl & Van Hasselt, 1822 : Uittreksels uit breieven van de Heeren Kuhl en van Hasselt, aan de Heeren C. J. Temminck, Th. van Swinderen en W. de Haan. Algemeene Konst-en Letter-Bode, vol. 7, p. 99-104.